# ステパン・スホレンコ
ステパン・スホレンコ（ロシア語：Степан Сухоренко、1957年1月27日 - ）は、ベラルーシ共和国のチェキスト。中将。ベラルーシ国家保安委員会（KDB）議長。
白ロシア、ゴメリ州スヴェトロゴルスキー地区ズドゥディチ村出身。1980年、S.M.キーロフ名称白ロシア技術大学を卒業。大学卒業後、ミンスクのセラミック工場、生産公団「ミンスクストロイマテリアールイ」で、職工、班長、副職長として働く。
1984年からソ連国家保安委員会（KGB）。1985年、ソ連KGB高等課程を修了。白ロシア・ソビエト社会主義共和国KGBミンスク州局職員、先任職員。1989年、ミンスク州局ボリソフ市課副課長、後に課長。1992年から、ベラルーシ国家保安委員会（KDB）ミンスク市・ミンスク州局。
1993年-1994年、KDB監察局先任職員、主任職員。1994年11月、ベラルーシ安全保障会議事務局に出向。1996年、ベラルーシ共和国大統領附属統制アカデミーを卒業。1997年-1998年、KDB副議長。1998年8月から、KDBミンスク市・ミンスク州局長。2000年10月17日、KDB第一副議長に任命。
2005年、KDB議長に任命。
11個のメダルを有する。